# Microphysogobio
Genre
Microphysogobio est un genre de poissons téléostéens de la famille des Cyprinidae et de l'ordre des Cypriniformes. On le rencontre en Asie orientale.

## Liste des espèces
Selon FishBase (13 septembre 2015) :
- Microphysogobio alticorpus Bănărescu & Nalbant, 1968
- Microphysogobio amurensis (Taranetz, 1937)
- Microphysogobio anudarini Holcík & Pivnicka, 1969
- Microphysogobio brevirostris (Günther, 1868)
- Microphysogobio chinssuensis (Nichols, 1926)
- Microphysogobio elongatus (Yao & Yang, 1977)
- Microphysogobio fukiensis (Nichols, 1926)
- Microphysogobio hsinglungshanensis Mori, 1934
- Microphysogobio jeoni Kim & Yang, 1999
- Microphysogobio kachekensis (Oshima, 1926)
- Microphysogobio kiatingensis (Wu, 1930)
- Microphysogobio koreensis Mori, 1935
- Microphysogobio labeoides (Nichols & Pope, 1927)
- Microphysogobio liaohensis (Qin, 1987)
- Microphysogobio linghensis Xie, 1986
- Microphysogobio longidorsalis Mori, 1935
- Microphysogobio microstomus Yue, 1995
- Microphysogobio nudiventris Jiang, Gao & Zhang, 2012[2]
- Microphysogobio pseudoelongatus Zhao & Zhang, 2001
- Microphysogobio rapidus Chae & Yang, 1999
- Microphysogobio tafangensis (Wang, 1935)
- Microphysogobio tungtingensis (Nichols, 1926)
- Microphysogobio vietnamica Mai, 1978
- Microphysogobio wulonghensis Xing, Zhao, Tang & Zhang, 2011
- Microphysogobio yaluensis (Mori, 1928)
- Microphysogobio yunnanensis (Yao & Yang, 1977)